# Toril (Cáceres)
Toril es un municipio español de la provincia de Cáceres, Extremadura.Cuenta con una población de 159 habitantes (INE 2024).

## Toponimia
El origen del topónimo de Toril puede dar lugar a dos interpretaciones:
Algunos autores identifican el término de “toril” con lo que podría ser su antigua denominación de “Torril”, en referencia a una supuesta torre de época árabe emplazada en el lugar sobre las ruinas de alguna villa romana, ya que era costumbre entre los musulmanes reutilizar antiguos asentamientos para la construcción de pequeños baluartes defensivos y de vigilancia del territorio.
Otra lectura de la historia, concluiría en el vocablo “toril” como derivación de los usos ganaderos propios del lugar. Un toril es el recinto donde se encierran las reses bravas que se van a lidiar, y por extensión se puede considerar como el cercado donde se guarda el ganado, aludiendo a las múltiples dehesas de la zona dedicadas a la ganadería.

## Geografía física
Se encuentra situada muy cerca de Plasencia, su término incluye gran parte del parque nacional de Monfragüe.
Es una pequeña aldea rodeada de dehesas y praderas.

## Naturaleza
La Dehesa
Toril representa el hábitat natural por excelencia en Extremadura, la “dehesa”. Posee unas de las mejores masas de alcornocales de toda Extremadura. Estas son, por sí solas, el patrimonio mejor conservado.
El visitante que llegue a Monfragüe tendrá una alternativa de calidad, que le incitará a estar más tiempo en el lugar, no solo en Toril, sino en la comarca. Desde el Centro de Interpretación, se potenciará el aprovechamiento integral de la dehesa, poniendo en valor todos sus productos y actividades. Se diseñarán, promoverán y mantendrán rutas temáticas, facilitándose la proliferación de actividades ligadas a la dehesa (ornitología, micología, senderismo, excursiones a caballo, en bicicleta, etc.)
La dehesa es un modelo de interacción y aprovechamiento ejemplar de los recursos, que constituyen uno de los ejemplos mejores de desarrollo sostenible de nuestro planeta. Esto le ha llevado a su declaración por la UNESCO como Reserva de la Biosfera así como Lugar de Interés Comunitario (LIC) y Zona Especial de Protección para las Aves (ZEPA) por ser el símbolo de los esfuerzos del hombre por preservar este espacio natural y albergar ecosistemas de gran valor.
El Abuelo
Un recurso natural con el que contaba Toril era el “Abuelo”, un alcornoque declarado Árbol Singular de Extremadura. Este Quercus suber, situado en la finca La Herguijuela, murió en 2011. Destacaba por su biometría y porte singular. Tenía una altura de 15 metros y un perímetro del tronco a 1,30 m 7,70 m y diámetro de copa de 20 m. Su edad estimada era de más de 500 años. Todo el rodal de alcornoques es de gran valor ecológico; numerosos ejemplares sobrepasan en tamaño a otros árboles considerados como monumentales en otros territorios.
Ornitología
La abundancia de masas de agua embalsadas contribuye a la potenciación de la biodiversidad de la zona, ya que atraen a un gran número de aves. Esto, unido a las escasas molestias humanas que soportan y a la abundancia de alimentos para las distintas especies, convierte a Toril en la despensa del parque nacional de Monfragüe.
Se pueden observar fácilmente grullas en la temporada invernal, alimentándose entre las encinas. Entre las acuáticas destacan las anátidas (rabudo, silbón, cercetas, pato cuchara, porrón moñudo, etc.) Otras son la garza real, el somormujo lavanco, zampullín chico, cormoranes, palomas torcaces, tarabilla común, colirrojo tizón, alcaudón real, abubilla, etc.
Por último hemos de referirnos a las rapaces que pueden observarse utilizando como cazaderos estos entornos y de algunos nidos que puede haber en esta zona; así podemos ver el águila imperial ibérica, real, perdicera, calzada, o en los restos de alguna res muerta, agrupaciones de buitres alimentándose, alimoches, etc.
Micología
Toril es un lugar idílico para los amantes de los hongos y las setas encontrándose una gran variedad de especies. Podemos destacar Boletus (aereus, edulis, impolitus, fragrans, etc…), Amanita (vaginata, procera, caesarea, ponderosa, etc…), Lepiota (macrolepiota procera, macrolepiota rhacodes, etc…), Agaricus (xantoderma, bisporus, campestris, etc…), Russula (virescens, cyanoxantha, etc…), Lepista (nuda, paneolus, etc…) y Lactarius (deliciosus, etc…).

## Historia
Toril carece de datos que puedan moldear una historia extensa. Así como su origen etimológico plantea dudas, sus comienzos son inciertos. No obstante, parece que el pueblo de Toril comienza a ser una localidad con entidad a partir del siglo XV, formando parte de la diócesis de Plasencia y al amparo de su Iglesia.

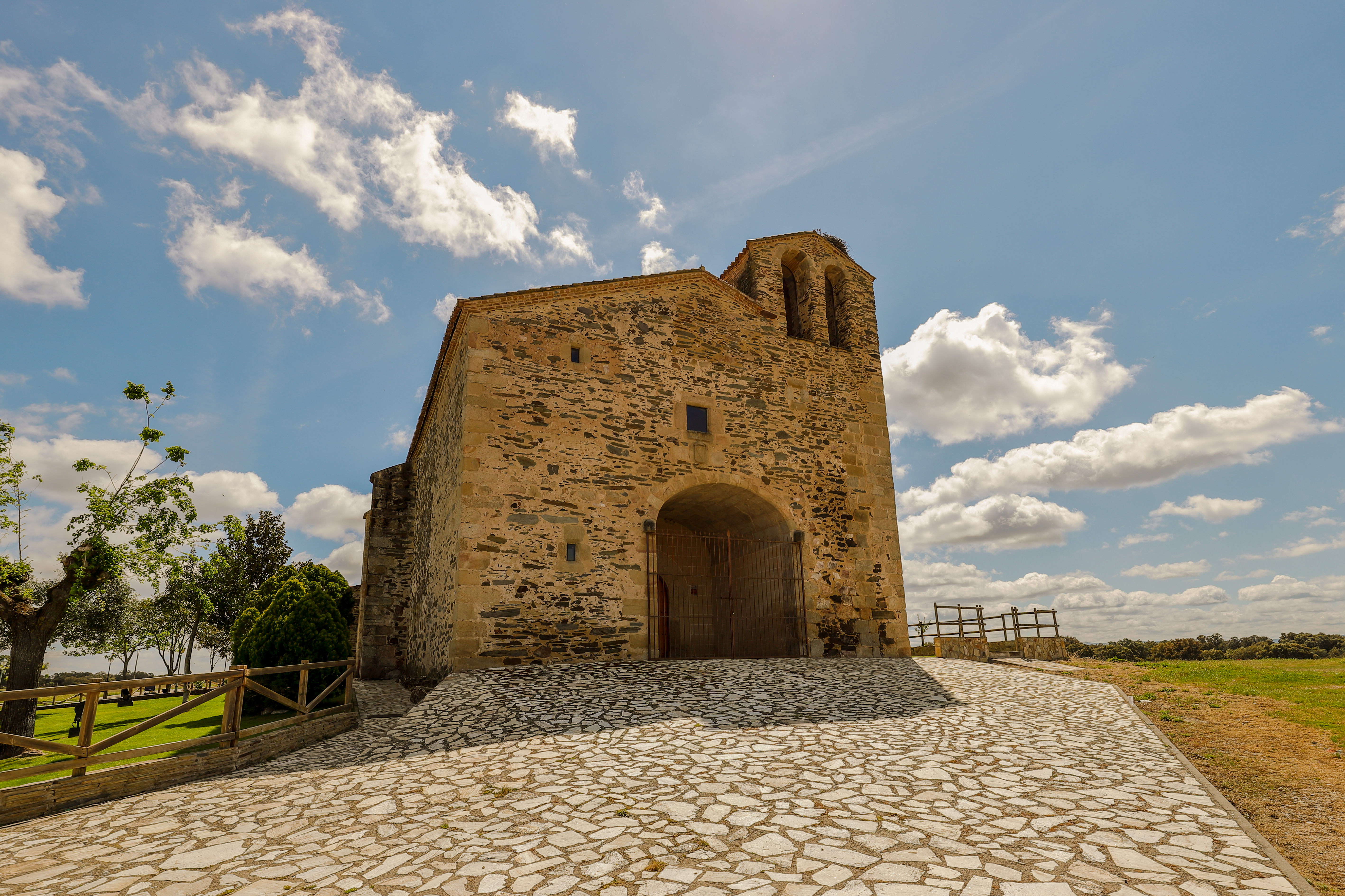
Iglesia de San Blas y Centro de Interpretación de la Naturaleza

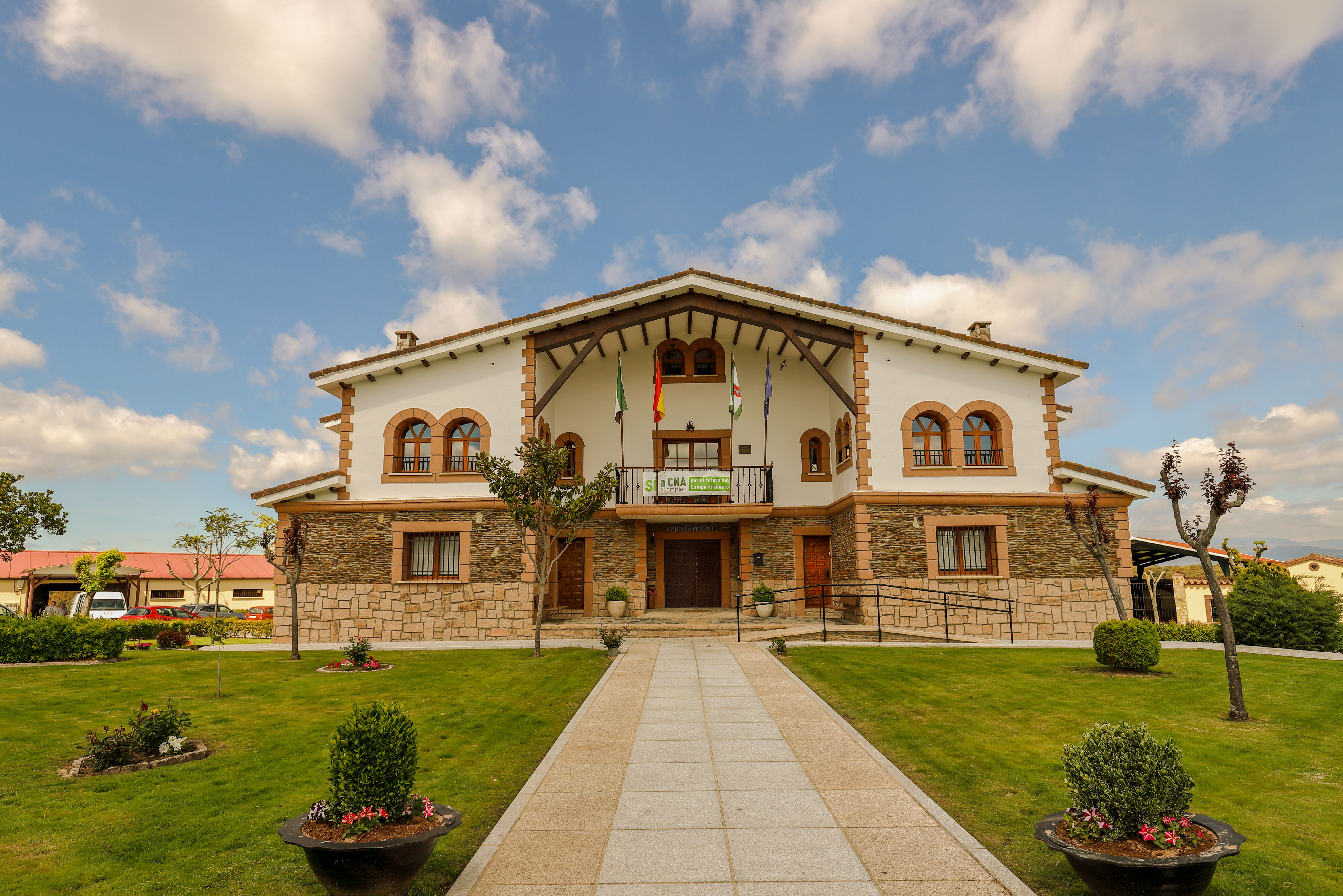
Ayuntamiento

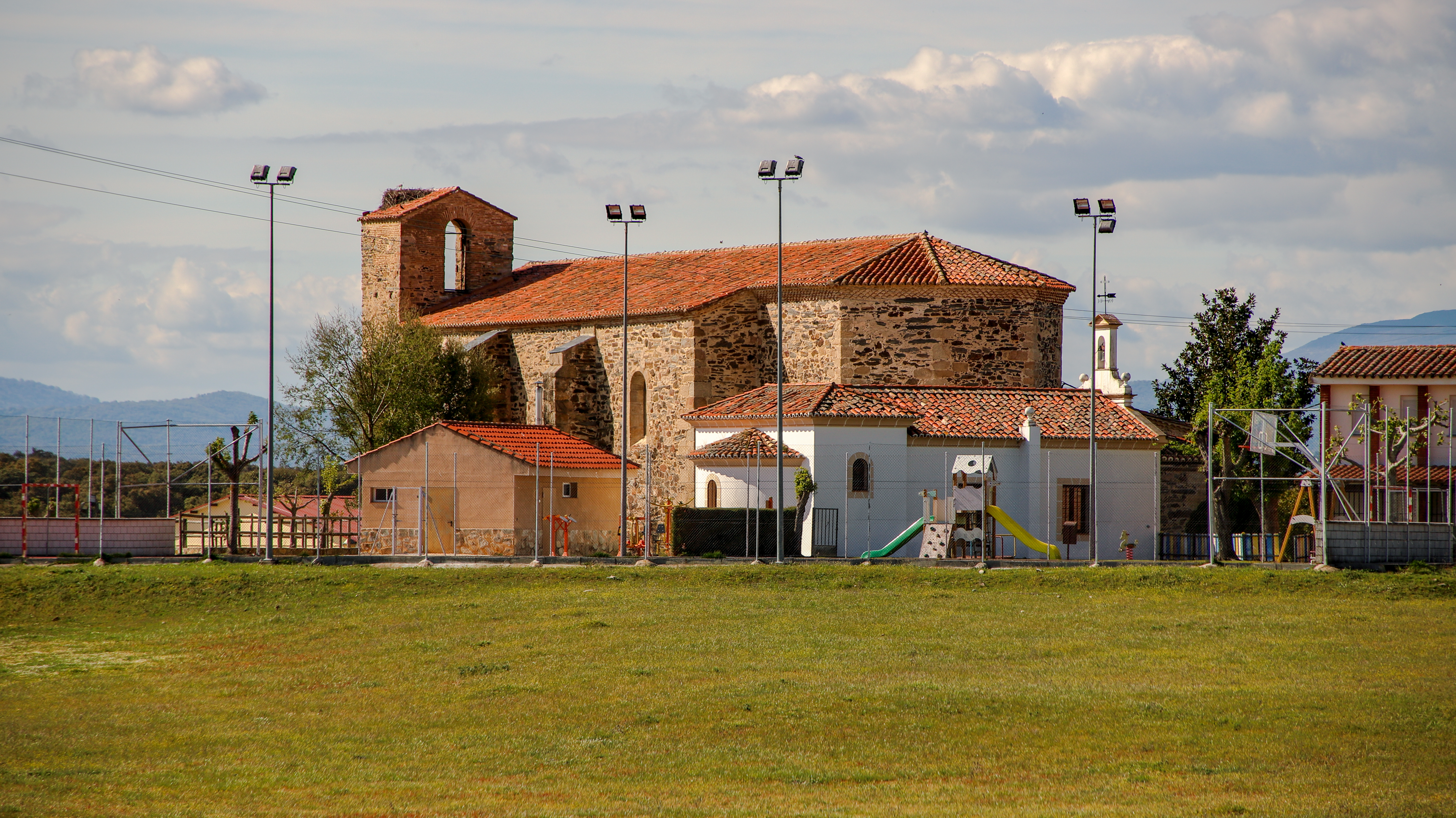
Vista de Iglesia, Ermita y Colegio

## Demografía
Toril cuenta con una población de 159 habitantes (INE 2024).
| Gráfica de evolución demográfica de Toril entre 1842 y 2021                                                         |
| |
| Población de derecho según los censos de población del INE Población de hecho según los censos de población del INE |

## Transportes
La forma más sencilla de acceder al municipio es a través de la autovía EX-A1, Navalmoral - Portugal (salida 16).

## Patrimonio
Iglesia parroquial de San Blas
Iglesia parroquial católica bajo la advocación de San Blas, en la archidiócesis de Mérida-Badajoz, diócesis de Plasencia, arciprestazgo de Casatejada. Obra del siglo XVI, realizada en mampostería y sillarejo en las esquinas, de planta rectangular y una sola nave, conserva tres arcos de medio punto, dos de ellos sobre fustes de granito. Probablemente se costeó la obra por el obispo de Plasencia, Gutierre Vargas de Carvajal (1523-1559), cuyo escudo se encuentra en la iglesia.
En la sacristía, adosada al ala norte se contempla una pila bautismal de granito labrada con diversos motivos.
Cuando la iglesia estaba en ruinas, el Ayuntamiento construyó en 1995 una pequeña ermita bajo la advocación de San Blas, que hace las funciones de parroquia.
La antigua iglesia de San Blas del siglo XVI, después de arduos trabajos de restauración, se ha convertido en el Centro de Interpretación Reserva de la Biosfera: "Pórtico de Monfragüe", y acoge el archivo municipal.

## Organización territorial y urbanismo
La estructura urbanística no se corresponde exactamente con la norma general de los pueblos extremeños; se trata de una curiosa organización urbanística rural que parece no haber cambiado desde el siglo XV.
En el pequeño casco urbano que ha surgido en torno al templo parroquial de San Blas, viven una docena larga de familias en casas de reciente construcción.
El resto de la población se asienta en las fincas de mediana y gran extensión que componen su amplio término municipal.

## Patrimonio cultural inmaterial

### Festividades
- 3 de febrero: Fiestas patronales (San Blas)
- Mayo: Homenaje a la Dehesa y al Río Tiétar